# بيورن روسينغرين
بيورن روسينغرين (بالسويدية: Björn Rosengren) هو سياسي سويدي، ولد في 1942 في السويد. حزبياً، نشط في حزب العمال الديمقراطي الاشتراكي السويدي. وقد انتخب عضو البرلمان السويدي ‏.